# 沌口街道
沌口街道是中华人民共和国湖北省武汉市蔡甸区下辖的一个街道办事处，现在由武汉经济技术开发区托管。
2012年12月20日，武汉市民政局批复同意将蔡甸区沌口街道办事处调整设立为沌口、沌阳两个街道办事处。调整后的沌口街道办事处总面积32.2平方公里，总人口65598人，办事处驻地为沌口路沌口正街12号。

## 行政区划
沌口街道下辖以下村级行政区划单位：
沌口老街社区、东荆社区、沌口新区社区、王湾村、大涧口村、周公村、曹庄村、电塔村、建华村、烂泥湖村、张王村和红江村。